# Cocoroco

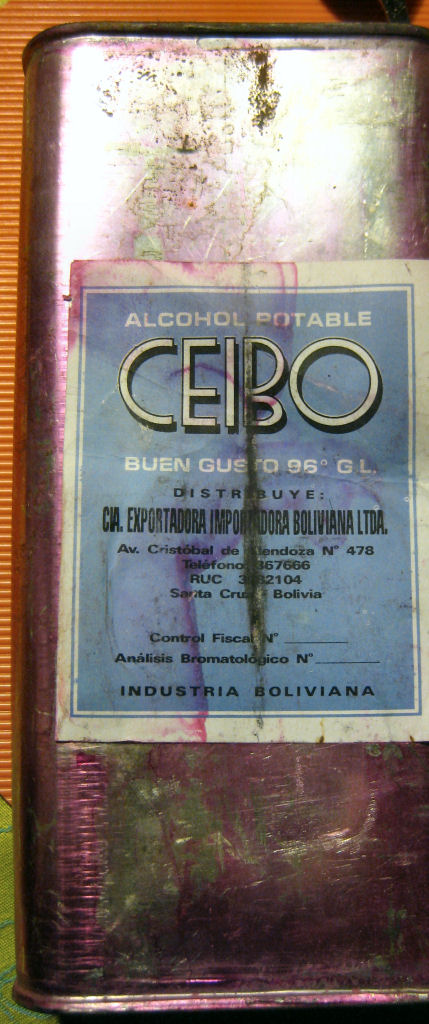
Lata de cocoroco.

Cocoroco é uma bebida alcoólica da Bolívia, conhecida por seu extremamente alto teor de álcool por volume, 96%. O Cocoroco é vendido como "álcool potável", frequentemente em latas de estanho. 
Sua produção ocorre tanto de forma artesanal quanto industrialmente: tal como o rum e a cachaça, o cocoroco frequentemente é produzido a partir da cana-de-açúcar. O comércio ilegal de cocoroco e folhas de coca ocorre no Altiplano entre as comunidades aimarás do Chile e da Bolívia. O cocoroco é ilegal em nações vizinhas como o Chile e o Brasil, país cujo teor máximo permitido para bebidas é de 54%.
Entre as marcas conhecidas de cocoroco estão Caiman e Ceibo.